# HD 222155
HD 222155 — одиночная звезда в созвездии Андромеды на расстоянии приблизительно 165 световых лет (около 50,7 парсек) от Солнца. Видимая звёздная величина звезды — +7,188m. Возраст звезды определён как около 8,2 млрд лет.
Вокруг звезды обращается, как минимум, одна планета.
HD 222155 впервые в астрономической литературе упоминается в каталоге Генри Дрейпера, изданном в начале XX века.

## Характеристики
HD 222155 — жёлтый карлик спектрального класса G0, или G2V. Масса — около 1,265 солнечной, радиус — около 1,872 солнечного, светимость — около 3,228 солнечной. Эффективная температура — около 5587 K.

## Планетная система
В 2012 году группой астрономов, работающих со спектрографом SOPHIE, было объявлено об открытии планеты HD 222155 b. Это газовый гигант, типичный холодный юпитер, имеющий массу в 1,9 юпитерианской. Планета обращается на расстоянии 5,1 а.е. от родительской звезды, совершая полный оборот за около 4000 суток. Открытие планеты было совершено методом доплеровской спектроскопии.
В 2019 году учёными, анализирующими данные проектов HIPPARCOS и Gaia, у звезды обнаружена планета HIP 116616 c.